# Gornja Vrba
Gornja Vrba es un municipio de Croacia en el condado de Brod-Posavina.

## Geografía
Se encuentra a una altitud de 90 msnm a 199 km de la capital nacional, Zagreb.

## Demografía
En el censo 2011 el total de población del municipio fue de 2 512 habitantes, distribuidos en las siguientes localidades:
- Donja Vrba - 599
- Gornja Vrba - 1 913

| Gráfica de población de Gornja Vrba 1857-2011                       |
|                                                                     |
| Según los censos de población de la oficina estadística de Croacia. |